# Pselliophora longshengensis
Pselliophora longshengensis är en tvåvingeart som beskrevs av Yang 1988. Pselliophora longshengensis ingår i släktet Pselliophora och familjen storharkrankar. Inga underarter finns listade i Catalogue of Life.